# Мамонтов, Анатолий Васильевич
Анато́лий Васи́льевич Ма́монтов (7 апреля 1937 — 23 апреля 2019) — советский и российский музыкальный деятель, художественный руководитель и главный дирижёр ансамбля песни и танца «Италмас», Народный артист РСФСР (1980), Заслуженный деятель искусств РСФСР (1975).

## Биография
Родился 7 апреля 1937 года в селе Каменное Завьяловского района Удмуртской АССР в крестьянской семье.
В 1950 году в возрасте 13 лет поступил в Ижевское музыкальное училище. За год пошёл программу 7 классов, хорошо овладев игрой на пианино, и сбежал из училища в родную деревню. После 3 лет работы пастухом вернулся в училище, окончил его и поступил на дирижёрское отделение Казанской консерватории (класс А. Абдуллина), которую окончил в 1960 году.
Вернувшись в Ижевск, 2 года работал хормейстером ансамбля «Италмас», после чего был назначен его художественным руководителем. Работал в этой должности более 50 лет. Являлся автором многих музыкальных произведений и сценических постановок. Коллектив под его руководством неоднократно побеждал на всероссийских, всесоюзных и международных конкурсах, участвовал в престижных фестивалях «Московские звезды», «Русская зима», «Белорусская осень», «Киевская весна». Его имя внесено в энциклопедию «Лучшие люди России». С 2015 года являлся Почётным художественным руководителем Государственного Академического Ансамбля песни и танца Удмуртской Республики «Италмас».
Скончался 23 апреля 2019 года в Ижевске.

## Награды и звания
- Заслуженный деятель искусств УАССР (1964)
- Орден Трудового Красного Знамени (1971)[3]
- Народный артист УАССР (1972)
- Заслуженный деятель искусств РСФСР (1 апреля 1975 года) — за заслуги в области советского музыкального искусства[2]
- Народный артист РСФСР (21 ноября 1980 года) — за заслуги в области советского музыкального искусства[1]
- Почётный гражданин Ижевска (1989)[11][3]
- Почётный гражданин Завьяловского района Удмуртии[3]
- Почётный гражданин Удмуртской Республики[3]
- Государственная премия УАССР в области культуры (1969)
- Медаль «За вклад в наследие народов России»[3]
- Медаль «К 1000-летию первого упоминания города Пскова»[3]

## Семья
Жена, двое сыновей.